# Mansoura (Marocco)
Mansoura  (in arabo المنصورة‎?) è un centro abitato e comune rurale del Marocco situato nella provincia di Chefchaouen, regione di Tangeri-Tetouan-Al Hoceima. Conta una popolazione di 15 820 abitanti (censimento 2014).